# 재조림

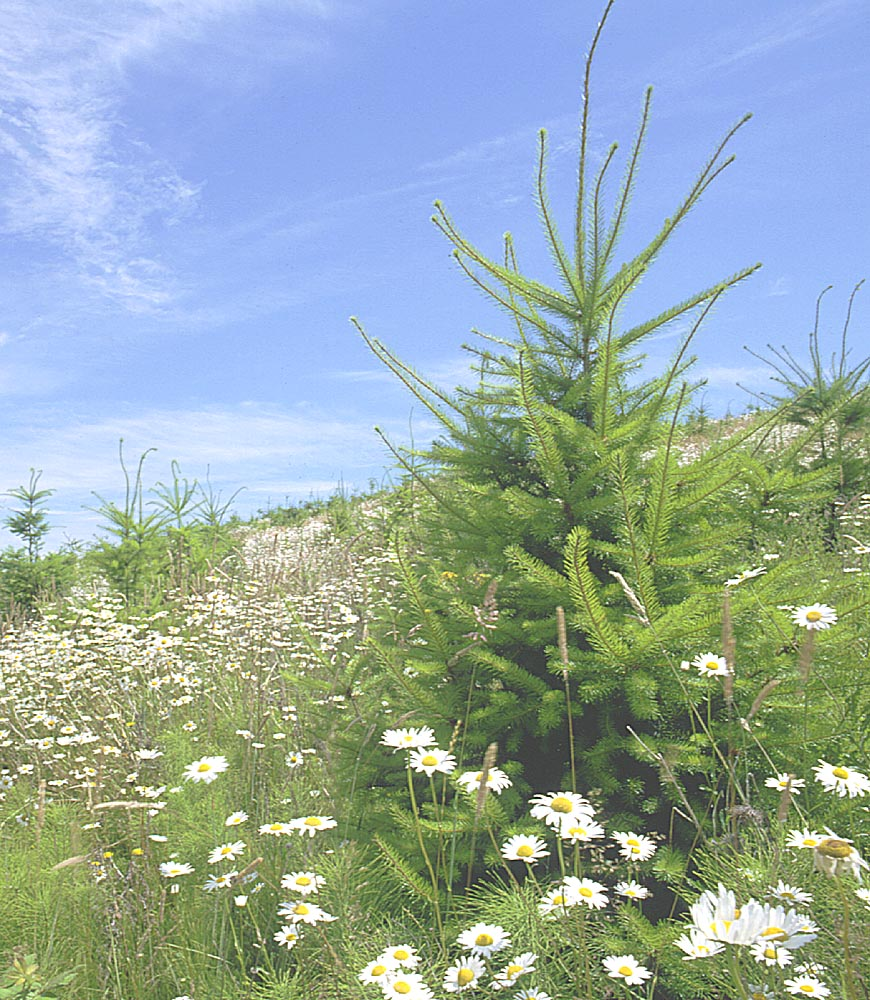
15년 된 재조림 지대

재조림(再造林)은 자연적 파종 또는 인위적 식수로 조림된 곳이 피해를 받아 피복물이 없어져 나지로 된 곳에 다시 나무를 심는 것을 말한다. 2001년 마라케쉬 합의문에서는 1989년 12월 31일 이전 기준으로 산림이 아닌 토지에 대한 재조림사업만을 청정 개발 체제(CDM) 사업으로 한정한 바 있다.
재조림은 일반적으로 탈산림화를 통해서나 벌목 후에 고갈된 기존 숲과 소림을 자연적으로 또는 의도적으로 복원하는 것이다. 재조림 계획의 두 가지 중요한 목적은 목재 수확 또는 기후변화 완화 목적이다.
예를 들어, 2012~2022년에 중국은 7천만 헥타르(700,000km2) 이상의 숲을 복원했다. 중국은 1조 그루 나무 운동(Trillion Tree Campaign)의 일환으로 2030년까지 700억 그루의 나무를 심고 보존하기로 약속했다.
동시에 관습적인 토지 이용의 가능한 이동을 고려하여 재조림 지역을 식별하는 데 보다 선택적인 접근 방식이 필요하다는 요구가 있다.

## 같이 보기
- 씨드볼
- 임업